# اسمیت اینترنشنال
اسمیت (انگلیسی: Smith International) شرکت خدمات نفتی آمریکایی است، که در سال ۱۹۳۷ راه‌اندازی شد و در حال حاضر از شرکت‌های تابعه شرکت نفتی شلومبرجر می‌باشد. دفتر مرکزی این شرکت در شهرستان هریس، تگزاس، ایالات متحده آمریکا قرار دارد.